# Caracato
Caracato ist eine Ortschaft im Departamento La Paz im südamerikanischen Anden-Staat Bolivien.

## Lage im Nahraum
Caracato ist der zentrale Ort des Kanton Caracato im Municipio Sapahaqui in der Provinz Loayza. Die Ortschaft Caracato liegt auf einer Höhe von 2584 m in den nördlichen Ausläufern der Serranía de Sicasica am Zusammenfluss von Río Ticoma und Río Sapahaqui, die sich unterhalb des Ortes zum Río Caracato vereinigen.

## Geographie
Caracato liegt zwischen dem bolivianischen Altiplano im Westen und dem Amazonas-Tiefland im Osten. Die Region weist ein typisches Tageszeitenklima auf, bei dem die mittleren Temperaturunterschiede zwischen Tag und Nacht größer sind als die Temperaturunterschiede zwischen den Jahreszeiten.
Die mittlere Durchschnittstemperatur der Region liegt bei knapp 15 °C und schwankt zwischen 11 und 12 °C im Juni/Juli und gut 16 °C im November (siehe Klimadiagramm Luribay). Der Jahresniederschlag liegt bei 600 mm, mit einer ausgeprägten Trockenzeit von Mai bis August und Monatsniederschlägen von mehr als 100 mm im Januar und Februar.

## Verkehrsnetz
Caracato liegt in einer Entfernung von 118 Straßenkilometern südöstlich von La Paz, der Hauptstadt des gleichnamigen Departamentos.
Von La Paz führt die asphaltierte Nationalstraße Ruta 1 über El Alto nach Süden. Etwa 75 Kilometer südlich von El Alto zweigt in Ayo Ayo eine Landstraße in Richtung Nordosten ab und erreicht Caracato nach 41 Kilometern.

## Bevölkerung
Die Einwohnerzahl der Ortschaft ist in den vergangenen beiden Jahrzehnten um etwa ein Fünftel zurückgegangen:
| Jahr | Einwohner | Quelle       |
| ---- | --------- | ------------ |
| 1992 | 248       | Volkszählung |
| 2001 | 168       | Volkszählung |
| 2012 | 202       | Volkszählung |
| 2024 |           | Volkszählung |

In der Region ist die Aymara-Bevölkerung vorherrschend, im Municipio Sapahaqui sprechen 96,7 Prozent der Bevölkerung Aymara.

## Persönlichkeiten
- Esther Balboa Bustamante (* 1959), Anthropologin und Politikerin